# Masacres de Kebbi de marzo de 2022
Las masacres de Kebbi ocurrieron el 8 de marzo de 2022, cuando bandas de bandidos llevaron a cabo dos tiroteos masivos en el estado de Kebbi, en el noroeste de Nigeria, matando a más de 80 personas.

## Antecedentes
El conflicto de bandidos nigerianos comenzó en 2011. Tiene lugar en el noroeste de Nigeria, entre bandas armadas y el gobierno, que después de una década designó a las pandillas como grupos terroristas. Las pandillas de VNSA a menudo llevan a cabo ataques contra el gobierno y los civiles, incluidos tiroteos masivos y secuestros masivos. El ataque más mortal de las pandillas fueron las masacres de Zamfara en 2022. Sus ataques en el estado de Kebbi han incluido una masacre y un secuestro masivo, ambos en junio de 2021, así como una masacre en enero de 2022.

## Masacres
El 8 de marzo de 2022 en Sabaka, bandidos emboscaron y mataron al menos a 62 miembros del grupo de vigilantes voluntarios Yan Sa Kai en Kebbi.
Alrededor de las 4:30 p. m. del mismo día, una horda de bandidos entró en un asentamiento ribereño cerca de Kanya, Wasagu/Danko. Dejaron atrás sus motocicletas y rodearon a Kanya. Los atacantes entraron en Kanya y emboscaron el convoy del vicegobernador, matando a trece soldados, cinco policías y un vigilante. Otras ocho personas resultaron heridas.

## Reacción
Los asesinatos fueron condenados por el presidente Muhammadu Buhari.